# (29137) Alanboss
(29137) Alanboss ist ein Asteroid des inneren Hauptgürtels, der am 18. Oktober 1987 von den US-amerikanischen Astronomen Carolyn und Eugene Shoemaker am Palomar-Observatorium (IAU-Code 675) in Kalifornien entdeckt wurde.
Benannt wurde der Asteroid nach dem US-amerikanischen Astrophysiker und Astronomen Alan Boss (* 1951), der wichtige Beiträge zur Bildung von Gasriesen und Doppelstern-Systemen verfasste und sich derzeit mit der Erkennung und Charakterisierung von nahe gelegenen habitablen erdähnlichen Planeten beschäftigt.